# Србљи
Србљи (или Србље) је архаични (старински) етноним који се у старим српским списима, у зависности од контекста, користио као ознака за „Србе“, „људе из српске земље“ и „српску државу“. Морфолошки гледано, реч је о множини мушког рода присвојног придева на -ј *Sьrb-jь ’српски, српског рода’.

## Примери

### Примери употребе етнонима „Србљи“ у значењу „српска земља“
И кога си чловека приселил игумен светаго Георгија откуду љубо: или из Грк или из Србл.— Повеља краља Милутина манастиру св. Ђорђа на Серави близу Скопља из 1300
Списасмо имена метохијам всем по Србљех и по Романији— Повеља цара Душана из 1348.
И трговци, који минују у Србље на Дану, да не плате ништа— Повеља драчког војводе Балше II Дубровчанима 1385.
Ви ми одговористе, да пошљемо (калуђера Саву) о Илиње дни, а то не посласмо, ере смо били овамо пошли у Србље.— Писмо јерусалимског митрополита Михаила дубровачком кнезу из 1386.
И што се пре, међу собом Дубровчане, или се буде учинило у Србљих или у Дубровнику, да се пре пред кунсулом дубровчким.— Повеља кнеза Лазара Дубровчанима 1387.
Неколици од нашех трговац ... прођу у Србље.— Писмо дубровачког кнеза кир Евгенији (кнегињи Милици) из 1396.
И кди ме бијаху и скубеху, говораше Никша: ’Удри, тко је мој, ја ћу у Дубровник и у Србљех отговорити за тој’.— Жалба Ивана Каруча дубровачкој општини 1411.
Много сам весео, ако узмогу доспети до Србаља.— Писмо А. Маројевића дубровачком кнезу 1414.
За прве господе несу ини трг из Србаља износили.— Писмо дубровачког кнеза деспоту Стефану 1417.
да трговци и лудје них с трзи и с имањем них да могу ходити ... по Натолије, по Романије, по Бугарској, и по Влашкој земли, по Србљех, по Арбанасех, по Босне и по всех инех местех земљах и градовех...— Повеља султана Мурата II Дубровчанима из 1442.
да могу њих трговци ... ходити ... по бугарској земљи и по Србљех.— Повеља султана Мехмеда II Дубровчанима, након 1459.

## Деклинација облика Србље
Радосав Бошковић је на основу материјала које је Ђуро Даничић сакупио и објавио у „Рјечнику из књижевних старина српских“ покушао да реконструише деклинацију облика Србље у средњовековном српском језику.
| Падеж        | Облик           |
| ------------ | --------------- |
| Номинатив    | Србље           |
| Генитив      | Србаљ           |
| Датив        | Србљем          |
| Акузатив     | Србље           |
| Вокатив      |                 |
| Инструментал | Србљи           |
| Локатив      | Србљих (Србљех) |